# Walther Reyer

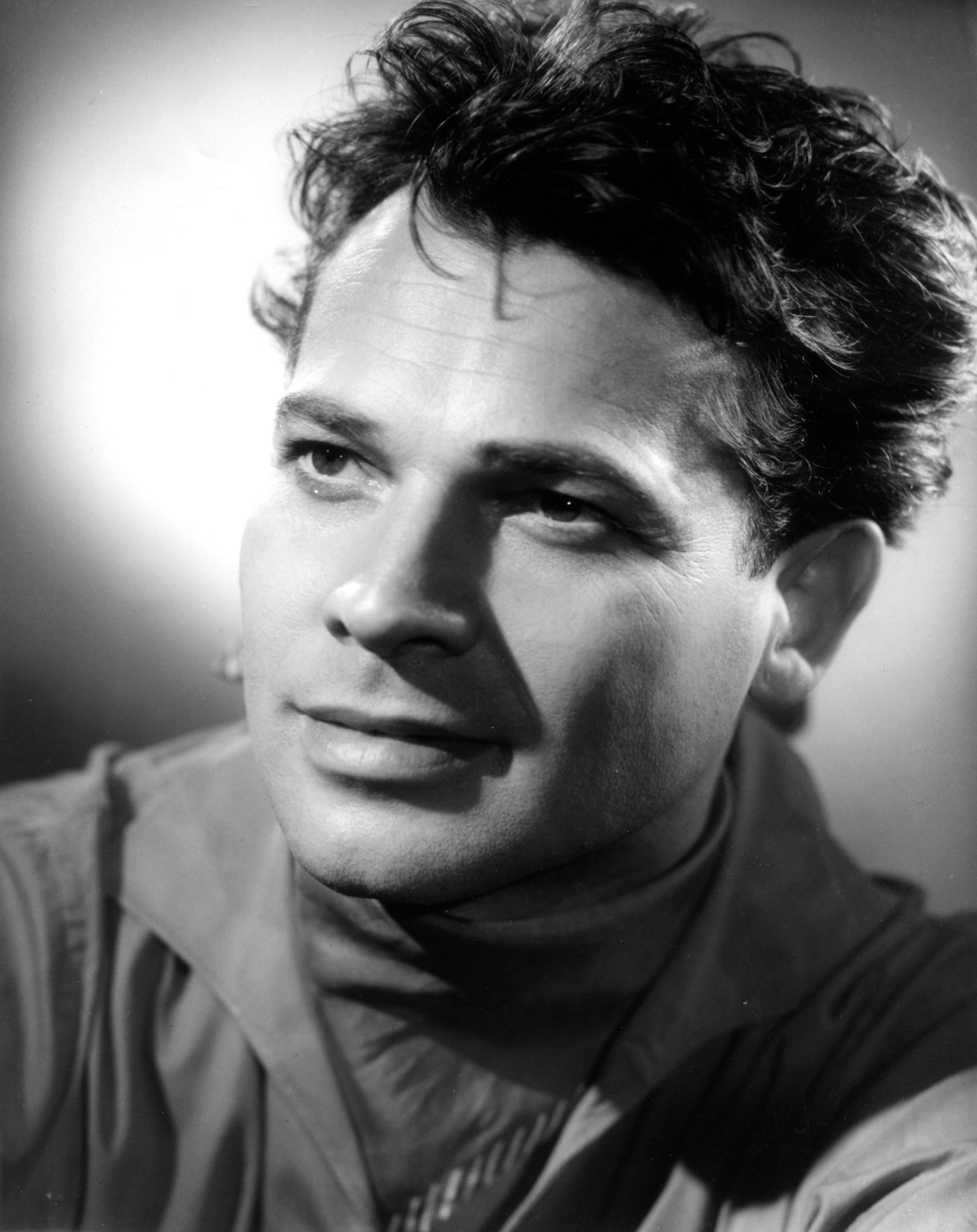
Walther Reyer ca. 1959, Foto: Arthur Grimm, Berlin-Dahlem / C. C. C. / Gloria

Walther Reyer (* 4. September 1922 in Hall in Tirol; † 5. September 1999 in Innsbruck) war ein österreichischer Kammerschauspieler und Filmschauspieler. Er war in den 1960er Jahren der Jedermann der Salzburger Festspiele.

## Leben und Wirken
Reyer, geboren als Sohn eines Offiziers, studierte nach der Matura zunächst Medizin. Er nahm dann Schauspielunterricht bei Fred Liewehr und war als Rundfunksprecher bei Radio Innsbruck tätig. 1947 erfolgte sein Debüt als Schauspieler an der Vorarlberger Landesbühne in Bregenz. 1948 und 1949 hatte er Auftritte an der Exl-Bühne in Innsbruck, von 1949 bis 1952 am Landestheater Innsbruck, 1951 und 1952 wieder an der Exl-Bühne Innsbruck, von 1952 bis 1954 war er an den Vereinigten Bühnen in Graz. 1955 kam Reyer nach Wien und spielte abwechselnd am Theater in der Josefstadt und dem Burgtheater. Von 1956 bis 1958 war er Ensemblemitglied des Burgtheaters, dem er bis zu seinem Tod verbunden blieb. Reyer blieb zeitlebens vor allem Theaterschauspieler, der anspruchsvolle Aufgaben in Stücken von William Shakespeare, Friedrich Schiller und den österreichischen Dramatikern bevorzugte. Nachdem er bereits 1956 und 1957 bei den Salzburger Festspielen den „Guten Gesell“ verkörpert hatte, war er von 1960 bis 1968 als Jedermann in der Titelrolle zu erleben.
Im Film erhielt Reyer in den 1950er Jahren besonders Offiziersrollen in Produktionen, die zur Zeit der k.u.k.-Monarchie spielten. Bekannt wurde er vor allem als ungarischer Graf Andrassy im zweiten und dritten Teil der Sissi-Trilogie. In dem Kriegsdrama Der Arzt von Stalingrad spielte er einen deutschen Assistenzarzt, der sich in eine sowjetische Lagerärztin verliebt. Auch in dem Zweiteiler von Fritz Lang Der Tiger von Eschnapur und Das indische Grabmal überzeugte er als leidenschaftlicher Maharadscha. In Claude Chabrols Das Auge des Bösen (Originaltitel L’oeil du malin) spielte er den betrogenen Ehemann Andreas Hartmann. Später war Reyer vor allem in Fernsehfilmen und zuletzt von 1992 bis 1999 als Hauptdarsteller der Serie Der Bergdoktor zu sehen.

## Privatleben

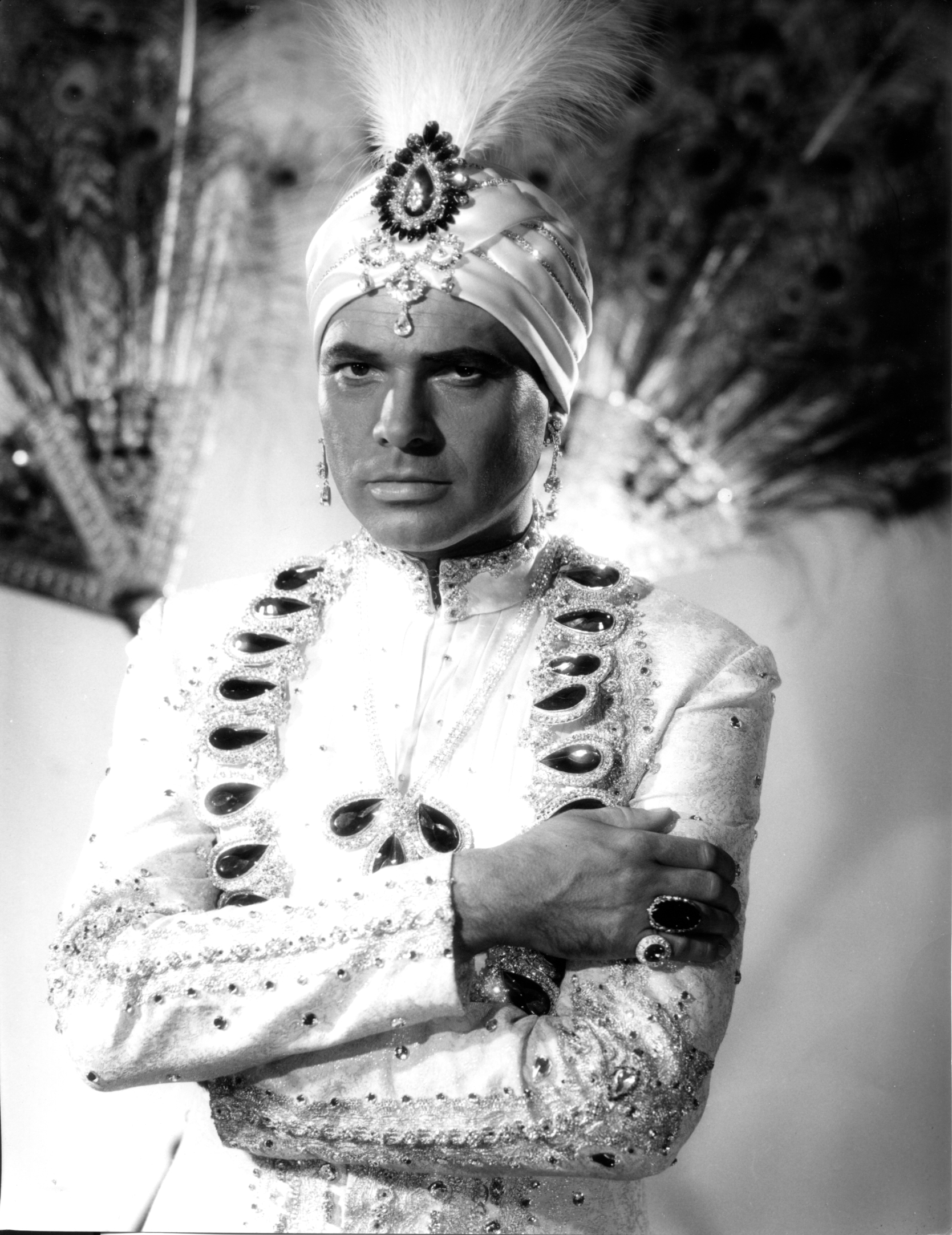
Reyer als Fürst Chandra, Der Tiger von Eschnapur (1959), Foto: Arthur Grimm, Berlin-Dahlem / C. C. C. / Gloria

Walther Reyer war viermal verheiratet, die ersten beiden Male mit den Schauspielerinnen Gretl Elb und Erika Remberg. Aus der Verbindung mit Käthe Lentsch, ehemalige Soubrette, stammen ein Sohn sowie als Enkelin die Autorin Sophie Reyer; aus der Ehe mit Erika Remberg eine Tochter. Aus der Ehe mit seiner dritten Frau Claudia stammen vier Kinder, darunter das Model Cordula Reyer. Zuletzt war der Schauspieler seit 1992 mit seiner Frau Angela verheiratet, die ihn auch managte.

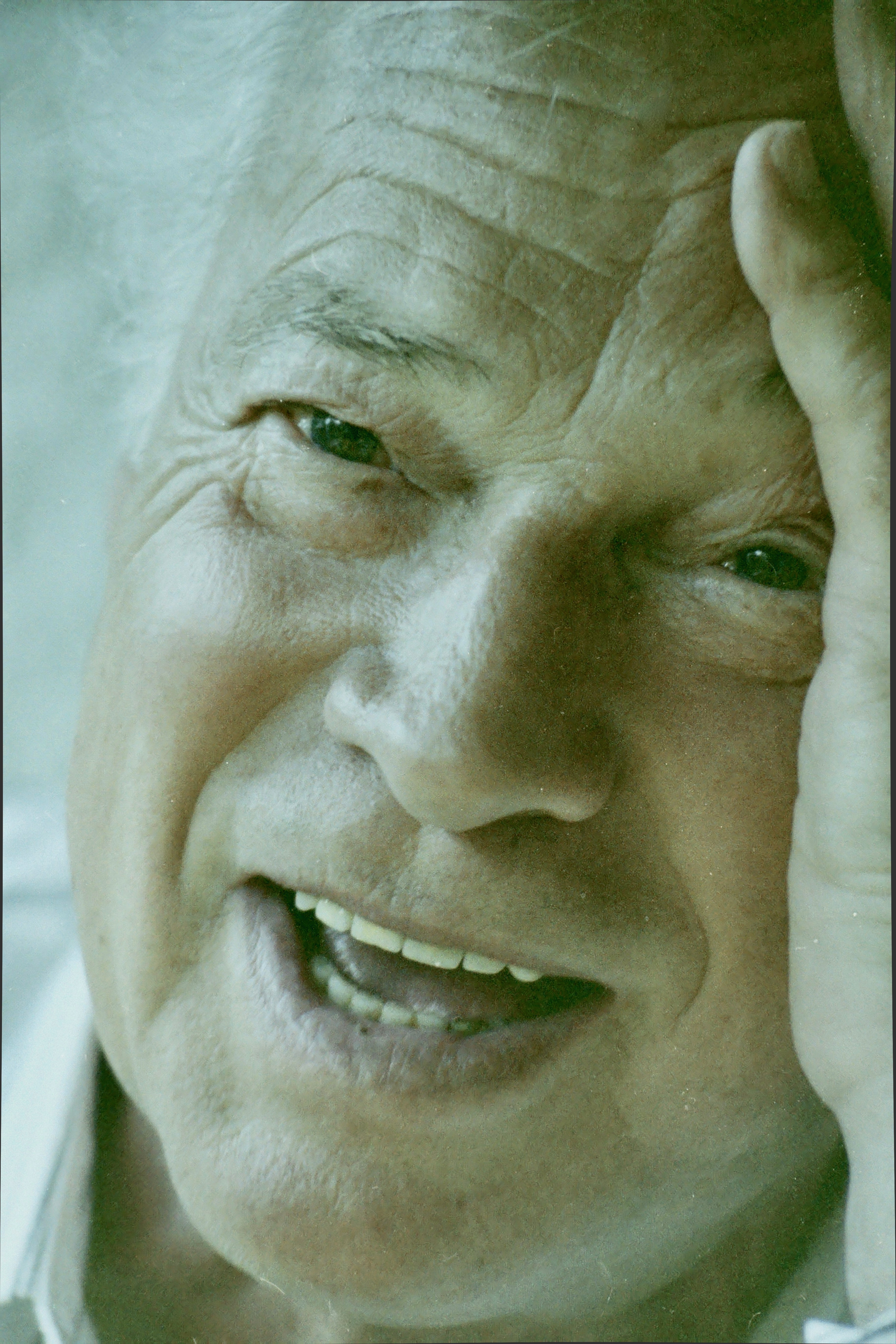
Walther Reyer am 8. Mai 1990

Er wurde am 17. September 1999 in einem ehrenhalber gewidmeten Grab auf dem Wiener Zentralfriedhof (Gruppe 40, Nummer 100) beigesetzt.

## Biografie
Theaterrollen
- 1947: Beaumarchais: Ein toller Tag (Graf Almaviva, Vorarlberger Landesbühne)
- 1947: Wilhelm Stärk: Das verlorene Herz (Der junge König), Vorarlberger Landesbühne
- 1948: Die Kleine Passion (Der Mann), Exlbühne
- 1949: Hans Naderer: Das unheilige Haus (Gendarm), Exlbühne
- 1949: Franz Karl Franchy: Der junge Wolf (Michael Faber), Exlbühne
- 1956: Walther Reyer debütiert als König Alfons in Franz Grillparzers Die Jüdin von Toledo am Burgtheater.
- 1956 spielte er bei den Salzburger Festspielen im Jedermann den „Guten Gesell“.
- 1960 bis 1968 war er als Jedermann in der Titelrolle besetzt.
- 1960: Als Don Carlos mit Aglaja Schmid und Ewald Balser
- 1963: Der Verschwender in Kurt Meisels Inszenierung von Raimunds Zaubermärchen mit Christiane Hörbiger, Inge Konradi, Richard Eybner, Wolfgang Gasser, Boy Gobert und Josef Meinrad
- 1963: Welttheater von Harald Zusaneks mit Aglaja Schmid, Sonja Sutter, Boy Gobert, Erich Auer und Fred Liewehr

Spielfilme
- 1954: Das sündige Dorf
- 1954: Der rote Prinz
- 1956: Kronprinz Rudolfs letzte Liebe
- 1956: Der Hexer (Fernsehfilm)
- 1956: Sissi, die junge Kaiserin
- 1957: Romeo und Julia (Fernsehspiel)
- 1957: Sissi – Schicksalsjahre einer Kaiserin
- 1958: Der Arzt von Stalingrad
- 1958: Hoch klingt der Radetzkymarsch
- 1959: Der Tiger von Eschnapur
- 1959: Das indische Grabmal
- 1959: Jacqueline
- 1960: Don Carlos
- 1960: Gustav Adolfs Page
- 1961: Paganini (Fernsehfilm)
- 1961: Jedermann
- 1962: Romanze in Venedig
- 1962: Das Auge des Bösen (L’Œil du Malin)
- 1963: Ferien vom Ich
- 1976 Alle Jahre wieder – Die Familie Semmeling (Fernsehfilm – als Hotelinhaber Grädig)
- 1984: Ärztinnen
- 1996: Das Geständnis (Fernsehfilm)
- Tatort
- Der Kommissar
- Derrick
- Insel der Träume
- Der Bergdoktor (als Tierarzt Dr. Pankraz Obermayr)

## Auszeichnungen

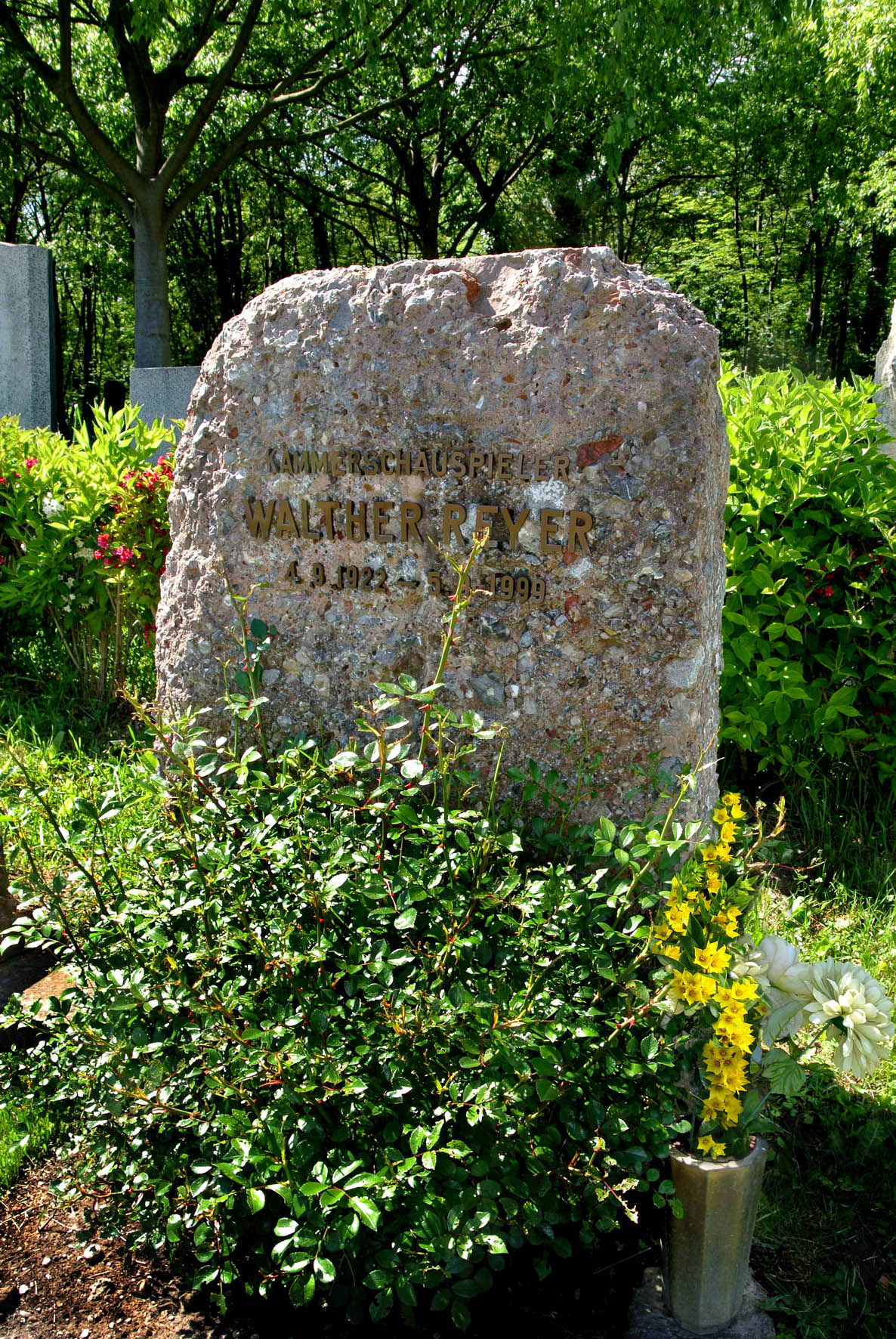
Grabstein am Wiener Zentralfriedhof

- 1973: Grillparzer-Ring